# Cyphonisia annulata
Cyphonisia annulata är en spindelart som beskrevs av Benoit 1966. Cyphonisia annulata ingår i släktet Cyphonisia och familjen Barychelidae.
Artens utbredningsområde är Ghana. Inga underarter finns listade i Catalogue of Life.